# Choelo (plaats)
Choelo (Georgisch: ხულო) is een zogeheten nederzetting met stedelijk karakter (daba) in het zuidwesten van Georgië met 862 inwoners (2024), gelegen in de autonome republiek Adzjarië. Het is het bestuurlijk centrum van de gelijknamige gemeente en ligt 68 kilometer ten oosten van de havenstad Batoemi, op de rechteroever van de Adjaristskali op een hoogte van 923 meter boven zeeniveau. De regionaal belangrijke weg Batoemi - Achaltsiche over de Goderdzipas loopt door Choelo.

## Geschiedenis
De naam "Choelo" is een verbastering van de oude naam "Choela" wat handelshuis betekent. Dit refereert aan de handelsroute die hier in de Middeleeuwen liep, die Samtsche-Dzjavacheti verbond met de kust van de Zwarte Zee en Adzjarië via de Goderdzipas. Tijdens de Ottomaanse heerschappij verhuisde het politieke centrum van Opper-Adzjarië van Schalta naar Choelo. In 1874 zou de bevolking niet meer dan 100 huishoudens groot geweest zijn. Als gevolg van de Russisch-Ottomaanse oorlog van 1877-1878, werd de bevolking van Choelo aanzienlijk verminderd. In 1924 werd Choelo het centrum van het district. Tijdens de Sovjetperiode werd de tabaksteelt ontwikkeld, evenals naai-, elektromechanische en limonadebedrijven. 
In 1974 werd Choelo gepromoveerd naar een 'nederzetting met stedelijk karakter' (დაბა, daba), en in de jaren 1980 werd de Choelo - Tago kabelbaan aangelegd met een van de grootste vrije overspanningen in Europa. De kabelbaan is in de jaren 2020 nog steeds in bedrijf.

## Demografie
Begin 2024 had Choelo 862 inwoners, een daling van 10% ten opzichte van de volkstelling van 2014. Choelo was volgens de volkstelling van 2014 vrijwel mono-etnisch Georgisch (Adzjaren).
| Jaar                                                             | 1939 | 1959 | 1970  | 1979 | 1989  | 2002  | 2014  | 2020 | 2024 |
| ---------------------------------------------------------------- | ---- | ---- | ----- | ---- | ----- | ----- | ----- | ---- | ---- |
| Aantal                                                           | 883  | 809  | 1.170 | 825  | 1.131 | 1.142 | 1.007 | 939  | 862  |
| Verantwoording data: Bevolkingsstatistiek Georgië 1897 tot heden |      |      |       |      |       |       |       |      |      |

## Bezienswaardigheden
De belangrijkste bezienswaardigheid en attractie van Choelo is de Choelo - Tago kabelbaan, gebouwd in de jaren 1980. Dit is de snelste manier om tussen beide plaatsen te reizen en heeft een publieke functie. De kabelbaan heeft met ongeveer 1,7 kilometer de op één na langste vrije overspanning in Europa. De kabelbaan heeft een maximale hoogte van 280 meter.

## Vervoer
De belangrijkste doorgaande weg door Choelo is de nationale route Sh1, een belangrijke interregionale route tussen Batoemi en de stad Achaltsiche in Samtsche-Dzjavacheti door de binnenlanden van Adzjarië via de 2027 meter hoge Goderdzipas. In de late Sovjet periode was deze weg onderdeel van de A306 Sovjet hoofdroute. Het dichtstbijzijnde spoorwegstation is in Batoemi.

## Geboren
- Davit Gabaidze (1980), jurist, politicus. Voorzitter van het parlement van de Autonome Republiek Adzjarië (sinds 2016).[10]
- Tornike Rizjvadze (1989), voormalig zakenman, politicus. Leider van de regering van de Autonome Republiek Adzjarië (sinds 2018).[11]